# Осада Дамьетты (1218—1219)
Осада Дамьетты (29 мая 1218 — 5 ноября 1219) — сражение Пятого крестового похода в Египте. После годичной осады, крестоносцам удалось захватить порт Дамьетта.

## Предыстория
В 1218 году Жан де Бриенн, король Иерусалима, после ряда тщетных попыток отвоевать у Айюбидов королевство, решил захватить порты Александрия и Дамьетта в Египте, чтобы затем обменять их на Иерусалим. В поддержку королю выступил флот Генуэзской республики под командованием отца и сына, Симоне и Пьетро Дориа и фризская флотилия под командованием Виллема I, графа Голландии. Капитаном одной из галер был знаменитый пират Аламанно да Касто. Легатом Пятого крестового похода Папа Гонорий III назначил кардинала Пайо Гальвау.

## Осада Дамьетты
29 мая 1218 года флот крестоносцев прибыл к Дамьетте. 24 августа того же года им удалось форсировать Нил. Султан Малик аль-Адиль умер 31 августа. Его преемниками стали в Египте — Малик аль-Камель, в Сирии — Малик аль-Му’Аззам.
Легат Святого Престола прибыл на фронт в конце сентября 1218 года, вскоре после того, как крестоносцы смогли взять башню, контролировавшую доступ в Нил, что позволило их судам патрулировать восточную часть дельты реки. Малик аль-Камель, султан Египта оказался в сложном положении, потому что один из его братьев, вместе с одним из вассалов, попытались свергнуть его с престола, и чтобы иметь полную свободу действий, они предложили крестоносцам бывшие территории королевства Иерусалима, кроме Трансиордании в обмен на их отбытие из Египта. Это и было целью Пятого крестового похода, организованного Жаном де Бриенном. Однако легат Папы отказался от заключения этого мирного договора. Пайо Гальвау, во главе итальянских крестоносцев, вступил в конфликт с Жаном де Бриенном, который опирался на поддержку сирийских баронов и французских крестоносцев.
Крестоносцы заключили союз с Кей Каусом I, султаном Рума в Анатолии, который атаковал султанат Айюбидов в Сирии, что избавило их от войны на два фронта. Гарнизон Дамиетты, ослабленный голодом и эпидемиями, капитулировал 5 ноября 1219 года.

## Последствия и итоги
Сразу после взятия города между партиями крестоносцев началась борьба за контроль над ним. 21 декабря 1219 года итальянцы попытались изгнать французов из Дамьетты. 6 января 1220 года, наоборот, французы попытались изгнать из города итальянцев. Временное перемирие в стане крестоносцев было заключено 2 февраля 1220 года. Итальянцы хотели основать здесь колонию, которая позволила бы им вести торговлю, в то время как французы желали обменять Дамьетту на королевство Иерусалима, утраченное в 1187 году. Жан де Бриенн попытался установить над городом полный контроль. Тогда Пайо Гальвау пригрозил отлучением всем христианам, которые примут участие в этой операции. После этого Жан де Бриенн покинул крестовый поход, оставив город под контролем легата Папы.